# Canadian Naturalist and Geologist
Canadian Naturalist and Geologist (abreviado Canad. Naturalist Geol.) fue una revista científica con ilustraciones y descripciones botánicas que fue editada en Montreal en una primera serie que publicó 8 números y una segunda serie que publicó tres números. Fue reemplazada por Canadian Naturalist and Quarterly Journal of Science.